# Barmou
Barmou è un comune rurale del Niger facente parte del dipartimento di Tahoua nella regione omonima.